# Loïc Loval
Loïc Loval-Landré (Longjumeau, 28 de setembro de 1981) é um ex-futebolista francês que defende a Seleção de Guadalupe desde 2006. Seu atual clube é o US Orléans, da segunda divisão nacional.

## Carreira em clubes
Após passagens pelas categorias de base de Sochaux, Valenciennes e  Besançon (onde passaria ainda pelo time principal - exceção ao Sochaux, onde fez parte do time B), Loval defendeu profissionalmente De Graafschap, FC Utrecht, Vannes, Selangor FA e FC Mulhouse antes de ser contratado pelo Orléans.

## Seleção
Desde 2006, Loval, que possui origem guadalupina, joga pela seleção do departamento ultramarino, tendo jogado três edições da Copa Ouro da CONCACAF (2007, 2009 e 2011). Pelos "Gwada Boys", foram dezenove jogos e cinco gols marcados.